# Courtney Halverson

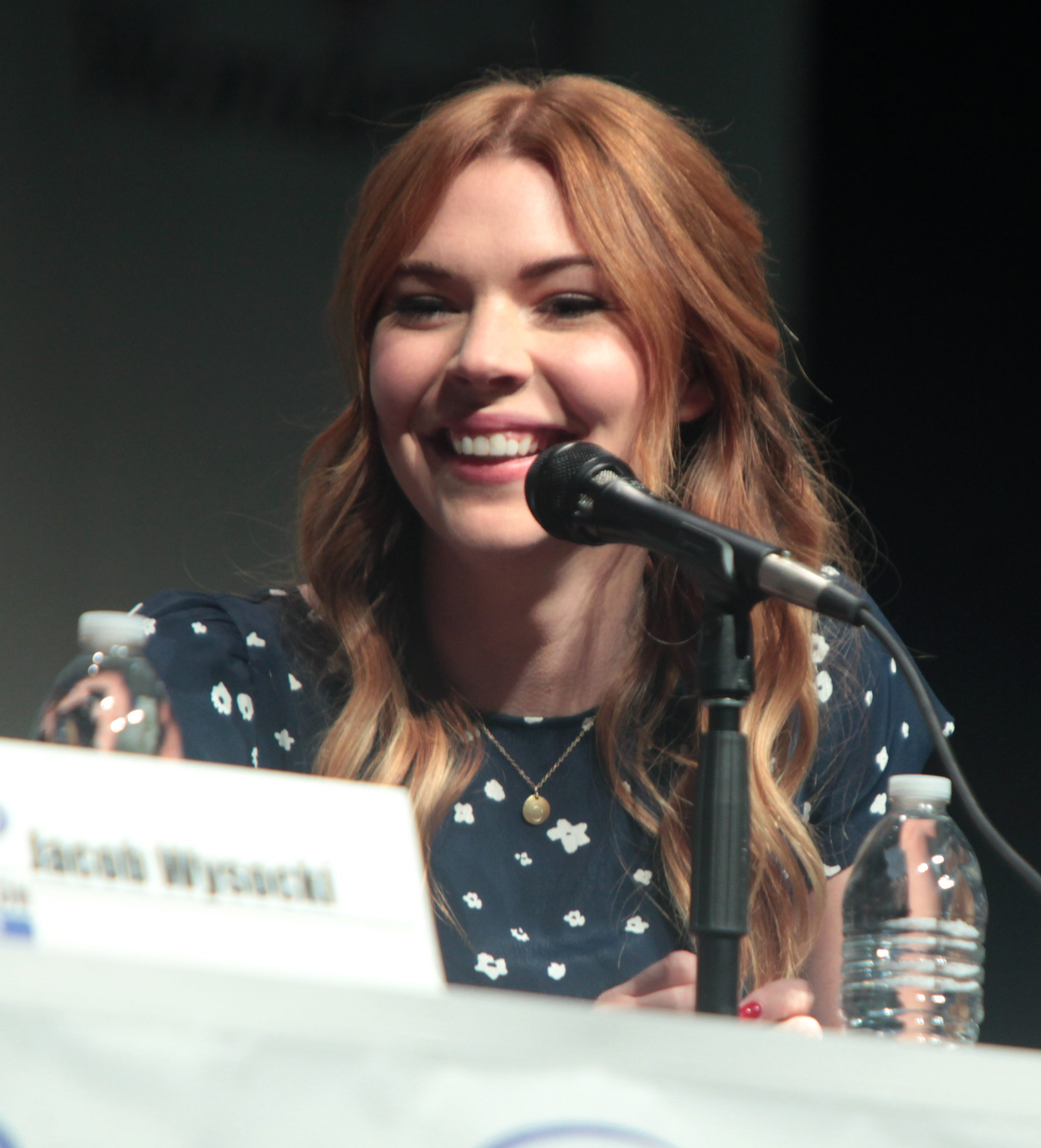
Halverson bei der WonderCon 2015

Courtney Halverson (* 14. Juni 1989 im Orange County, Kalifornien) ist eine US-amerikanische Schauspielerin.

## Leben
Halverson stammt aus dem kalifornischen Orange County. 
Sie schloss die Highschool mit 15 Jahren ab und trat ab dem Jahr 2003 in ersten Film- und Fernsehproduktionen auf. Ihre Rollen in den Kurzfilmen A Distant Shore und Sleepwalk brachten ihr 2006 und 2007 jeweils eine Nominierung bei den Young Artist Awards ein.
2014 übernahm sie eine der Hauptrollen im Horrorfilm Unknown User. In der zweiten Staffel der Fernsehserie True Detective war Halverson 2015 in der Rolle der Erica Jonson zu sehen.

## Filmografie (Auswahl)
- 2003: Rogues
- 2005: Erosion
- 2005: A Distant Shore (Kurzfilm)
- 2006: Sleepwalk (Kurzfilm)
- 2006: Freaky Faron
- 2008: Keith
- 2008: The Open Door
- 2009: Ghost Whisperer – Stimmen aus dem Jenseits (Ghost Whisperer, Fernsehserie, 1 Episode)
- 2009: Love Finds a Home (Fernsehfilm)
- 2009: Etienne!
- 2009: Godspeed
- 2010: The Hammer
- 2011: Death Valley (Fernsehserie, 5 Episoden)
- 2012: Red Clover (Fernsehfilm)
- 2014: Unknown User (Unfriended)
- 2015: 1915
- 2015: True Detective (Fernsehserie, 3 Episoden)
- 2015: Forever
- 2016: Murder in the First (Fernsehserie, 1 Episode)
- 2016: Criminal Minds (Fernsehserie, 1 Episode)
- 2018: St. Agatha

## Auszeichnungen
- 2006: Young Artist Awards – Nominierung in der Kategorie Beste Schauspielerin in einem Kurzfilm für A Distant Shore
- 2007: Young Artist Awards – Nominierung in der Kategorie Beste Schauspielerin in einem Kurzfilm für Sleepwalk